# خوسيه سانتا كروز
خوسيه سانتا كروز (بالإسبانية: José Armando Santa Cruz)‏ مواليد 29 أغسطس 1980 في ولاية ميتشواكان، المكسيك، هو ملاكم مكسيكي يصنف ضمن فئة الوزن الخفيف.

## إحصائيات
خاض خلال مسيرته 33 نزالا، فاز في 28 وخسر في 5. فاز بالضربة القاضية في 17 نزالا.

## روابط خارجية
- خوسيه سانتا كروز على موقع بوكس ريك (الإنجليزية) (registration required)